# Бабиков, Антон Игоревич
Анто́н И́горевич Ба́биков (род. 2 августа 1991, Уфа) — российский биатлонист, чемпион мира 2017 года в мужской эстафете, четырёхкратный чемпион Европы и четырёхкратный призёр чемпионатов Европы. Заслуженный мастер спорта (2017).

## Карьера в биатлоне
- В биатлоне с 2002 года
- Тренер — Никитин В. А.
- Первый тренер — Мишингин В. И.

### Российские соревнования
Чемпион России по летнему биатлону 2013 в спринт-кроссе.
Серебряный призёр чемпионата России в летнем биатлоне 2013 в составе сборной Башкортостана.
Чемпион России по летнему биатлону 2014 в индивидуальной гонке и спринт-кроссе.
Победитель индивидуальной гонки «Ижевская винтовка» 2014.

### Международные соревнования
В составе юниорской сборной по биатлону выступал на чемпионате Европы по летнему биатлону 2010 в Осрблье. Бронзовый призёр в гонке преследования и золотой медалист в составе сборной России в смешанной эстафете.
В январе 2014 года занял 10 место на шестом этапе Кубка IBU 2013/2014 в гонке преследования 12,5 км.
На открытом чемпионате Европы по биатлону 2014 в Нове-Место завоевал бронзу в гонке преследования.
На открытом Чемпионате Европы по биатлону 2015 в эстонском Отепя стал бронзовым призёром в гонке преследования на 12,5 км, а также в составе сборной России вместе с Алексеем Волковым, Александром Печёнкиным и Алексеем Слеповым стал чемпионом в эстафетной гонке 4х7,5 км. По итогам этого чемпионата Бабикову было присвоено звание Мастера спорта России международного класса.
В 2016 году на открытом чемпионате Европы по биатлону 2016 в Тюмени завоевал золото в одиночной смешанной эстафете в паре с Викторией Сливко.
Там же стал бронзовым призёром спринтерской гонки и чемпионом в гонке преследования.
На Чемпионате мира 2017 в Хохфильцене в составе сборной России вместе с Алексеем Волковым, Максимом Цветковым и Антоном Шипулиным стал Чемпионом мира в эстафетной гонке 4х7,5 км.
Кубок мира
Дебютировал в спринтерской гонке в Рупольдинге 17 января 2015 года.
На этапе в Эстерсунде в сезоне 2015/2016 принял участие в индивидуальной гонке. Финишировал с 18 результатом.
23 января 2016 года в Антерсельве, стартовав 31-м в преследовании, установил личный рекорд — 7 место.
4 декабря 2016 года в Эстерсунде, стартовав седьмым в гонке преследования, добыл первую победу в карьере на этапе кубка мира, опередив явного фаворита Мартена Фуркада, который финишировал 3-м. Вторым в этой гонке был соотечественник Антона, Максим Цветков.
На чемпионате России 2017 года стал бронзовым призёром в преследовании.
На чемпионате России 2018 стал победителем в гонке преследовании.
16 декабря 2018 Союз биатлонистов России (СБР) минимум до конца года отстранил Антона Бабикова от выступлений за основную сборную России (биатлонист отказался приезжать на эстафету Кубка мира в австрийском Хохфильцене; сам Бабиков этот факт отрицает). Тем не менее, позже Бабиков принял участие в спринте на этапе Кубка мира в Нове-Место, где занял 80 место.
20 января 2022 года, Антон Бабиков выиграл 2-ю индивидуальную гонку в карьере на этапе Кубка Мира в Антхольце.

## Сводная статистика в Кубке мира
| # | Дата            | Место      | Вид      | Стрельба | Примечания |
| - | --------------- | ---------- | -------- | -------- | ---------- |
| 1 | 4 декабря 2016  | Эстерсунд  | Преслед. | 0+0+1+0  | Кубок мира |
| 2 | 18 февраля 2017 | Хохфильцен | Эстафета | 0+0 0+0  | ЧМ         |

| # | Дата            | Место      | Вид      | Стрельба | Сек   | Победитель | Примечания |
| - | --------------- | ---------- | -------- | -------- | ----- | ---------- | ---------- |
| 1 | 11 декабря 2016 | Поклюка    | Эстафета | 0+1 0+1  | +15.7 | Франция    | Кубок мира |
| 2 | 11 января 2017  | Рупольдинг | Эстафета | 0+0 0+1  | +5.1  | Норвегия   | Кубок мира |

| # | Дата            | Место        | Вид        | Стрельба | Сек   | Победитель    | Примечания |
| - | --------------- | ------------ | ---------- | -------- | ----- | ------------- | ---------- |
| 1 | 18 декабря 2016 | Нове-Место   | Масс-старт | 0+0+0+1  | +9.4  | Мартен Фуркад | Кубок мира |
| 2 | 21 января 2017  | Антхольц     | Эстафета   | 0+0 0+2  | +33.6 | Германия      | Кубок мира |
| 3 | 12 января 2018  | Рупольдинг   | Эстафета   | 0+0 0+0  | +53.4 | Норвегия      | Кубок мира |
| 4 | 18 марта 2018   | Холменколлен | Эстафета   | 0+0 0+0  | +56.9 | Норвегия      | Кубок мира |

### Статистика выступлений на Кубке мира
| 2021/2022 Итоги | 2021/2022 Итоги | Эстерсунд | Эстерсунд | Эстерсунд | Эстерсунд | Эстерсунд | Хохфильцен | Хохфильцен | Хохфильцен | Анси | Анси | Анси | Оберхоф | Оберхоф | Оберхоф | Оберхоф | Рупольдинг | Рупольдинг | Рупольдинг | Антхольц | Антхольц | Антхольц | ОИ Пекин (*) | ОИ Пекин (*) | ОИ Пекин (*) | ОИ Пекин (*) | ОИ Пекин (*) | ОИ Пекин (*) | Контиолахти | Контиолахти | Контиолахти | Отепя | Отепя | Отепя | Отепя | Осло | Осло | Осло |
| Очков           | Место           | Инд       | Спр       | Спр       | Эст       | Пр        | Спр        | Пр         | Эст        | Спр  | Пр   | МС   | Спр     | См      | Осм     | Пр      | Спр        | Эст        | Пр         | Инд      | МС       | Эст      | См           | Инд          | Спр          | Пр           | Эст          | МС           | Эст         | Спр         | Пр          | Спр   | МС    | См    | Осм   | Спр  | Пр   | МС   |
| 160             | 33              | —         | —         | —         | —         | —         | —          | —          | —          | —    | —    | —    | 6       | —       | 1       | 10      | 71         | —          | —          | 1        | 10       | 2        | —            | —            | —            | —            | —            | —            |             |             |             |       |       |       |       |      |      |      |

| 2020/2021 Итоги | 2020/2021 Итоги | Контиолахти | Контиолахти | Контиолахти | Контиолахти | Контиолахти | Хохфильцен | Хохфильцен | Хохфильцен | Хохфильцен | Хохфильцен | Хохфильцен | Оберхоф | Оберхоф | Оберхоф | Оберхоф | Оберхоф | Оберхоф | Оберхоф | Антхольц | Антхольц | Антхольц | ЧМ Поклюка | ЧМ Поклюка | ЧМ Поклюка | ЧМ Поклюка | ЧМ Поклюка | ЧМ Поклюка | ЧМ Поклюка | Нове-Место | Нове-Место | Нове-Место | Нове-Место | Нове-Место | Нове-Место | Нове-Место | Холменколлен | Холменколлен | Холменколлен |
| Очков           | Место           | Инд         | Спр         | Спр         | Эст         | Пр          | Спр        | Эст        | Пр         | Спр        | Пр         | МС         | Спр     | Пр      | См      | ОСм     | Спр     | Эст     | МС      | Инд      | МС       | Эст      | См         | Спр        | Пр         | Инд        | ОСм        | Эст        | МС         | Эст        | Спр        | Пр         | Спр        | Пр         | См         | ОСм        | Спр          | Пр           | МС           |
| 21              | 76              | —           | —           | 55          | 4           | 52          | 57         | —          | 31         | 34         | 37         | —          | 74      | —       | —       | —       | —       | —       | —       | 51       | —        | 3        | —          | 53         | 56         | —          | —          | —          | —          | —          | —          | —          | —          | —          | —          | —          | —            | —            | —            |

| 2019/2020 Итоги | 2019/2020 Итоги | Эстерсунд | Эстерсунд | Эстерсунд | Эстерсунд | Эстерсунд | Хохфильцен | Хохфильцен | Хохфильцен | Анси | Анси | Анси | Оберхоф | Оберхоф | Оберхоф | Рупольдинг | Рупольдинг | Рупольдинг | Поклюка | Поклюка | Поклюка | Поклюка | ЧМ Антхольц | ЧМ Антхольц | ЧМ Антхольц | ЧМ Антхольц | ЧМ Антхольц | ЧМ Антхольц | ЧМ Антхольц | Нове-Место | Нове-Место | Нове-Место | Контиолахти | Контиолахти | Контиолахти | Контиолахти | Холменколлен | Холменколлен | Холменколлен |
| Очков           | Место           | Сусм      | См        | Спр       | Инд       | Эст       | Спр        | Пр         | Эст        | Спр  | Пр   | МС   | Спр     | МС      | Эст     | Спр        | Пр         | Эст        | Сусм    | См      | Инд     | МС      | См          | Спр         | Пр          | Инд         | Сусм        | Эст         | МС          | Спр        | Эст        | МС         | Спр         | Пр          | Сусм        | См          | Спр          | Пр           | МС           |
| 27              | 71              | —         | —         | 41        | 14        | —         | —          | —          | —          | —    | —    | —    | —       | —       | —       | —          | —          | —          | —       | —       | —       | —       | —           | —           | —           | —           | —           | —           | —           | —          | —          | —          | —           | —           | —           | —           | —            | —            | —            |

| 2018/2019 Итоги | 2018/2019 Итоги | Поклюка | Поклюка | Поклюка | Поклюка | Поклюка | Хохфильцен | Хохфильцен | Хохфильцен | Нове-Место | Нове-Место | Нове-Место | Оберхоф | Оберхоф | Оберхоф | Рупольдинг | Рупольдинг | Рупольдинг | Антхольц | Антхольц | Антхольц | Канмор | Канмор | Солт-Лейк-Сити | Солт-Лейк-Сити | Солт-Лейк-Сити | Солт-Лейк-Сити | ЧМ Эстерсунд | ЧМ Эстерсунд | ЧМ Эстерсунд | ЧМ Эстерсунд | ЧМ Эстерсунд | ЧМ Эстерсунд | ЧМ Эстерсунд | Холменколлен | Холменколлен | Холменколлен |
| Очков           | Место           | Сусм    | См      | Инд     | Спр     | Пр      | Спр        | Пр         | Эст        | Спр        | Пр         | МС         | Спр     | Пр      | Эст     | Спр        | Эст        | МС         | Спр      | Пр       | МС       | Инд    | Эст    | Спр            | Пр             | Сусм           | См             | См           | Спр          | Пр           | Инд          | Сусм         | МС           | Эст          | Спр          | Пр           | МС           |
| 0               | 0               | —       | —       | —       | —       | —       | —          | —          | —          | 80         | —          | —          | —       | —       | —       | —          | —          | —          | —        | —        | —        | —      | —      | —              | —              | —              | —              | —            | —            | —            | —            | —            | —            | —            | 89           | —            | —            |

| 2017/2018 Итоги | 2017/2018 Итоги | Эстерсунд | Эстерсунд | Эстерсунд | Эстерсунд | Эстерсунд | Хохфильцен | Хохфильцен | Хохфильцен | Анси | Анси | Анси | Оберхоф | Оберхоф | Оберхоф | Рупольдинг | Рупольдинг | Рупольдинг | Антхольц | Антхольц | Антхольц | ОИ Пхёнчхан | ОИ Пхёнчхан | ОИ Пхёнчхан | ОИ Пхёнчхан | ОИ Пхёнчхан | ОИ Пхёнчхан | Контиолахти | Контиолахти | Контиолахти | Контиолахти | Холменколлен | Холменколлен | Холменколлен | Тюмень | Тюмень | Тюмень |
| Очков           | Место           | Сусм      | См        | Инд       | Спр       | Пр        | Спр        | Пр         | Эст        | Спр  | Пр   | МС   | Спр     | Пр      | Эст     | Инд        | Эст        | МС         | Спр      | Пр       | МС       | Спр         | Пр          | Инд         | МС          | См          | Эст         | Спр         | Сусм        | См          | МС          | Спр          | Пр           | Эст          | Спр    | Пр     | МС     |
| 323             | 25              | —         | —         | 5         | 17        | 34        | 30         | 20         | 8          | 15   | 23   | 13   | 29      | 55      | 4       | —          | 3          | —          | 8        | 14       | 24       | 57          | 40          | 16          | —           | 9           | —           | 51          | —           | —           | 23          | 52           | 39           | 3            | 43     | 24     | 15     |

| 2016/2017 Итоги | 2016/2017 Итоги | Эстерсунд | Эстерсунд | Эстерсунд | Эстерсунд | Эстерсунд | Поклюка | Поклюка | Поклюка | Нове-Место | Нове-Место | Нове-Место | Оберхоф | Оберхоф | Оберхоф | Рупольдинг | Рупольдинг | Рупольдинг | Антхольц | Антхольц | Антхольц | ЧМ Хохфильцен | ЧМ Хохфильцен | ЧМ Хохфильцен | ЧМ Хохфильцен | ЧМ Хохфильцен | ЧМ Хохфильцен | Пхёнчхан | Пхёнчхан | Пхёнчхан | Контиолахти | Контиолахти | Контиолахти | Контиолахти | Холменколлен | Холменколлен | Холменколлен |
| Очков           | Место           | Сусм      | См        | Инд       | Спр       | Пр        | Спр     | Пр      | Эст     | Спр        | Пр         | МС         | Спр     | Пр      | МС      | Эст        | Спр        | Пр         | Инд      | Эст      | МС       | См            | Спр           | Пр            | Инд           | Эст           | МС            | Спр      | Пр       | Эст      | Спр         | Пр          | Сусм        | См          | Спр          | Пр           | МС           |
| 399             | 24              | 8         | —         | 57        | 7         | 1         | 21      | 34      | 2       | 50         | 34         | 3          | 18      | 6       | 8       | 2          | 23         | —          | 39       | 3        | 14       | —             | 49            | 39            | —             | 1             | —             | 41       | 15       | 4        | 38          | —           | —           | —           | 42           | 24           | 10           |

| 2015/2016 Итоги | 2015/2016 Итоги | Эстерсунд | Эстерсунд | Эстерсунд | Эстерсунд | Эстерсунд | Хохфильцен | Хохфильцен | Хохфильцен | Поклюка | Поклюка | Поклюка | Рупольдинг | Рупольдинг | Рупольдинг | Рупольдинг | Рупольдинг | Рупольдинг | Антхольц | Антхольц | Антхольц | Канмор | Канмор | Канмор | Канмор | Преск-Айл | Преск-Айл | Преск-Айл | ЧМ Холменколлен | ЧМ Холменколлен | ЧМ Холменколлен | ЧМ Холменколлен | ЧМ Холменколлен | ЧМ Холменколлен | Ханты-Мансийск | Ханты-Мансийск | Ханты-Мансийск |
| Очков           | Место           | Сусм      | См        | Инд       | Спр       | Пр        | Спр        | Пр         | Эст        | Спр     | Пр      | МС      | Спр        | Пр         | МС         | Инд        | Эст        | МС         | Спр      | Пр       | Эст      | Спр    | МС     | Сусм   | См     | Спр       | Пр        | Эст       | См              | Спр             | Пр              | Инд             | Эст             | МС              | Спр            | Пр             | МС             |
| 132             | 48              | —         | —         | 18        | —         | —         | —          | —          | —          | —       | —       | —       | —          | —          | —          | —          | —          | —          | 31       | 7        | —        | —      | —      | —      | —      | —         | —         | —         | —               | 23              | 21              | —               | 6               | 16              | —              | —              | отм            |

| 2014/2015 Итоги | 2014/2015 Итоги | Эстерсунд | Эстерсунд | Эстерсунд | Эстерсунд | Хохфильцен | Хохфильцен | Хохфильцен | Поклюка | Поклюка | Поклюка | Оберхоф | Оберхоф | Оберхоф | Рупольдинг | Рупольдинг | Рупольдинг | Антхольц | Антхольц | Антхольц | Нове Место | Нове Место | Нове Место | Нове Место | Холменколлен | Холменколлен | Холменколлен | ЧМ Контиолахти | ЧМ Контиолахти | ЧМ Контиолахти | ЧМ Контиолахти | ЧМ Контиолахти | ЧМ Контиолахти | Ханты-Мансийск | Ханты-Мансийск | Ханты-Мансийск |
| Очков           | Место           | См        | Инд       | Спр       | Пр        | Спр        | Эст        | Пр         | Спр     | Пр      | МС      | Эст     | Спр     | МС      | Эст        | Спр        | МС         | Спр      | Пр       | Эст      | Сусм       | См         | Спр        | Пр         | Инд          | Спр          | Эст          | См             | Спр            | Пр             | Инд            | Эст            | МС             | Спр            | Пр             | МС             |
| —               | —               | —         | —         | —         | —         | —          | —          | —          | —       | —       | —       | —       | —       | —       | —          | 46         | —          | —        | —        | —        | —          | —          | 75         | —          | —            | —            | —            | —              | —              | —              | —              | —              | —              | —              | —              | —              |

### Кубок IBU
| Этап                                                                                      | Место проведения | Спринт | Спринт | Гонка преследования | Индивидуальная гонка |
| ----------------------------------------------------------------------------------------- | ---------------- | ------ | ------ | ------------------- | -------------------- |
| 1                                                                                         | Бейтостолен      | 8      | 17     | -                   | -                    |
| 2                                                                                         | Мартелло         | -      | -      | -                   | -                    |
| 3                                                                                         | Обертиллиах      | 5      | 6      | -                   | 41                   |
| 4                                                                                         | Душники-Здруй    | 10     | 35     | -                   | -                    |
| Примечания: «—» — гонка не проводилась; «DNS» — не стартовал; «•» — не участвовал в гонке |                  |        |        |                     |                      |

| Этап                                                                                      | Место проведения      | Спринт | Спринт | Гонка преследования | Индивидуальная гонка | Смешанная эстафета | Смешанная эстафета |
| ----------------------------------------------------------------------------------------- | --------------------- | ------ | ------ | ------------------- | -------------------- | ------------------ | ------------------ |
| 1                                                                                         | Идре                  | 6      | *      | -                   | -                    | -                  | -                  |
| 2                                                                                         | Риданна               | 1      | -      | 1                   | -                    | *                  | *                  |
| 3                                                                                         | Обертиллиах           | 6      | -      | -                   | 2                    | -                  | -                  |
| 4                                                                                         | Нове-Место- на-Мораве | DNS    | DNS    | -                   | -                    | -                  | -                  |
| 5                                                                                         | Риднау                | 1      | -      | 2                   | -                    | 2                  | -                  |
| 6                                                                                         | Арбер                 | *      | -      | *                   | -                    | *                  | *                  |
| Примечания: «—» — гонка не проводилась; «DNS» — не стартовал; «•» — не участвовал в гонке |                       |        |        |                     |                      |                    |                    |

## Экипировка
- Винтовка —  Ижмаш
- Лыжи — Fischer
- Лыжные палки — Start
- Перчатки — Adidas
- Ботинки — Fischer